# Crossopetalum spathulifolium
Crossopetalum spathulifolium är en benvedsväxtart som först beskrevs av Ignatz Urban, och fick sitt nu gällande namn av Werner Hugo Paul Rothmaler. Crossopetalum spathulifolium ingår i släktet Crossopetalum och familjen Celastraceae. Inga underarter finns listade.